# NEC広島西風新都システムセンター
NEC広島西風新都システムセンター（NECひろしませいふうしんとシステムセンター）は、広島県広島市安佐南区にある日本電気および関連会社の事業所である。西風新都という広島市の副都心内に位置する。
住所：広島市安佐南区伴南1丁目40番1号